# Équipe de Suisse de Fed Cup
L'équipe de Suisse de Fed Cup est l’équipe qui représente la Suisse lors de la compétition de tennis féminin par équipe nationale appelée Coupe Billie Jean King (ou « Coupe de la Fédération » entre 1963 et 1994 puis Fed Cup).
Elle est constituée d'une sélection des meilleures joueuses de tennis suisses du moment sous l’égide de la Fédération suisse de tennis.

## Bilan
La présente section récapitule les rencontres disputées par la Suisse, son bilan face à tous ses adversaires et celui de joueuses helvétiques qui l'ont représentée.
Mise à jour le 20 novembre 2024

### Rencontres
Abréviations de la colonne « Parcours » :
- C : tours de consolation
- Q : tours qualificatifs
- B : barrages de promotion/relégation

| Édition                | Groupe                  | Parcours         | Adversaire                       | Score            | Lieu               |
| ---------------------- | ----------------------- | ---------------- | -------------------------------- | ---------------- | ------------------ |
| Coupe de la Fédération |                         |                  |                                  |                  |                    |
| 1963                   | Groupe mondial          | 1/8              | Pays-Bas                         | 0-3              | Lieu neutre        |
| 1964                   | Groupe mondial          | 1/16             | France                           | 0-3              | Lieu neutre        |
| 1965                   | Non participante        | Non participante | Non participante                 | Non participante | Lieu neutre        |
| 1966                   | Groupe mondial          | 1/8              | Australie                        | 0-3              | Lieu neutre        |
| 1967                   | Groupe mondial          | 1/8              | Canada                           | 1-2              | Lieu neutre        |
| 1968                   | Groupe mondial          | 1/8              | États-Unis                       | 0-3              | Lieu neutre        |
| 1969                   | Groupe mondial          | 1/8              | Tchécoslovaquie                  | 0-3              | Lieu neutre        |
| 1970                   | Groupe mondial          | 1/16             | Belgique                         | 2-1              | Lieu neutre        |
| 1970                   | Groupe mondial          | 1/8              | Allemagne de l'Ouest             | 0-3              | Lieu neutre        |
| 1970                   | Groupe mondial          | C1/4             | Yougoslavie                      | 2-1              | Lieu neutre        |
| 1970                   | Groupe mondial          | C1/2             | Belgique                         | 3-0              | Lieu neutre        |
| 1970                   | Groupe mondial          | CF               | Japon                            | 0-3              | Lieu neutre        |
| 1971                   | Non participante        | Non participante | Non participante                 | Non participante | Lieu neutre        |
| 1972                   | Groupe mondial          | 1/16             | Brésil                           | 1-2              | Lieu neutre        |
| 1972                   | Groupe mondial          | C1/8             | Colombie                         | 1-2              | Lieu neutre        |
| 1973                   | Groupe mondial          | 1/16             | Belgique                         | 0-3              | Lieu neutre        |
| 1973                   | Groupe mondial          | C1/16            | Corée du Sud                     | 0-3              | Lieu neutre        |
| 1974                   | Groupe mondial          | 1/16             | Yougoslavie                      | Forfait          | Lieu neutre        |
| 1974                   | Groupe mondial          | 1/8              | Afrique du Sud                   | 0-3              | Lieu neutre        |
| 1974                   | Groupe mondial          | C1/16            | Pologne                          | 0-3              | Lieu neutre        |
| 1975                   | Groupe mondial          | 1/16             | États-Unis                       | 0-3              | Lieu neutre        |
| 1975                   | Groupe mondial          | C1/16            | Nouvelle-Zélande                 | 1-2              | Lieu neutre        |
| 1976                   | Groupe mondial          | Q                | Finlande                         | 3-0              | Lieu neutre        |
| 1976                   | Groupe mondial          | 1/16             | Indonésie                        | 3-0              | Lieu neutre        |
| 1976                   | Groupe mondial          | 1/8              | Canada                           | 2-1              | Lieu neutre        |
| 1976                   | Groupe mondial          | 1/4              | États-Unis                       | 0-3              | Lieu neutre        |
| 1977                   | Groupe mondial          | 1/32             | Italie                           | 2-1              | Lieu neutre        |
| 1977                   | Groupe mondial          | 1/16             | Norvège                          | 2-1              | Lieu neutre        |
| 1977                   | Groupe mondial          | 1/8              | États-Unis                       | 0-3              | Lieu neutre        |
| 1977                   | Groupe mondial          | C1/16            | Nouvelle-Zélande                 | 2-1              | Lieu neutre        |
| 1977                   | Groupe mondial          | C1/8             | Canada                           | 1-2              | Lieu neutre        |
| 1978                   | Groupe mondial          | 1/16             | Irlande                          | 3-0              | Lieu neutre        |
| 1978                   | Groupe mondial          | 1/8              | Roumanie                         | 1-2              | Lieu neutre        |
| 1979                   | Groupe mondial          | 1/16             | Danemark                         | 3-0              | Lieu neutre        |
| 1979                   | Groupe mondial          | 1/8              | Roumanie                         | 2-1              | Lieu neutre        |
| 1979                   | Groupe mondial          | 1/4              | Union soviétique                 | 1-2              | Lieu neutre        |
| 1980                   | Groupe mondial          | 1/16             | Danemark                         | 3-0              | Lieu neutre        |
| 1980                   | Groupe mondial          | 1/8              | Roumanie                         | 1-2              | Lieu neutre        |
| 1981                   | Groupe mondial          | 1/16             | Grèce                            | 3-0              | Lieu neutre        |
| 1981                   | Groupe mondial          | 1/8              | Taipei chinois                   | 3-0              | Lieu neutre        |
| 1981                   | Groupe mondial          | 1/4              | Allemagne de l'Ouest             | 2-1              | Lieu neutre        |
| 1981                   | Groupe mondial          | 1/2              | États-Unis                       | 0-3              | Lieu neutre        |
| 1982                   | Groupe mondial          | 1/16             | Nouvelle-Zélande                 | 2-1              | Lieu neutre        |
| 1982                   | Groupe mondial          | 1/8              | Suède                            | 2-1              | Lieu neutre        |
| 1982                   | Groupe mondial          | 1/4              | Allemagne de l'Ouest             | 0-3              | Lieu neutre        |
| 1983                   | Groupe mondial          | 1/16             | Bulgarie                         | 3-0              | Lieu neutre        |
| 1983                   | Groupe mondial          | 1/8              | Roumanie                         | 2-1              | Lieu neutre        |
| 1983                   | Groupe mondial          | 1/4              | Australie                        | 2-1              | Lieu neutre        |
| 1983                   | Groupe mondial          | 1/2              | Allemagne de l'Ouest             | 0-3              | Lieu neutre        |
| 1984                   | Groupe mondial          | 1/16             | Hongrie                          | 2-1              | Lieu neutre        |
| 1984                   | Groupe mondial          | 1/8              | États-Unis                       | 1-2              | Lieu neutre        |
| 1985                   | Groupe mondial          | 1/16             | Pays-Bas                         | 2-1              | Lieu neutre        |
| 1985                   | Groupe mondial          | 1/8              | Tchécoslovaquie                  | 1-2              | Lieu neutre        |
| 1986                   | Groupe mondial          | 1/16             | Malte                            | 3-0              | Lieu neutre        |
| 1986                   | Groupe mondial          | 1/8              | Tchécoslovaquie                  | 0-3              | Lieu neutre        |
| 1987                   | Groupe mondial          | Q                | Malte                            | 3-0              | Lieu neutre        |
| 1987                   | Groupe mondial          | 1/16             | Argentine                        | 0-3              | Lieu neutre        |
| 1987                   | Groupe mondial          | C1/16            | Chine                            | 3-0              | Lieu neutre        |
| 1987                   | Groupe mondial          | C1/8             | Japon                            | 2-1              | Lieu neutre        |
| 1987                   | Groupe mondial          | C1/4             | Pays-Bas                         | 0-3              | Lieu neutre        |
| 1988                   | Groupe mondial          | 1/16             | États-Unis                       | 0-3              | Lieu neutre        |
| 1988                   | Groupe mondial          | C1/8             | Grande-Bretagne                  | 1-2              | Lieu neutre        |
| 1989                   | Groupe mondial          | 1/16             | Union soviétique                 | 0-2              | Lieu neutre        |
| 1989                   | Groupe mondial          | C1/8             | Belgique                         | 3-0              | Lieu neutre        |
| 1989                   | Groupe mondial          | C1/4             | Indonésie                        | 1-2              | Lieu neutre        |
| 1990                   | Groupe mondial          | 1/16             | Pays-Bas                         | 1-2              | Lieu neutre        |
| 1990                   | Groupe mondial          | C1/8             | Yougoslavie                      | 3-0              | Lieu neutre        |
| 1990                   | Groupe mondial          | C1/4             | Brésil                           | 3-0              | Lieu neutre        |
| 1990                   | Groupe mondial          | C1/2             | Indonésie                        | 1-2              | Lieu neutre        |
| 1991                   | Groupe mondial          | 1/16             | Argentine                        | 2-0              | Lieu neutre        |
| 1991                   | Groupe mondial          | 1/8              | Chine                            | 2-1              | Lieu neutre        |
| 1991                   | Groupe mondial          | 1/4              | Tchécoslovaquie                  | 1-2              | Lieu neutre        |
| 1992                   | Groupe mondial          | 1/16             | Suède                            | 1-2              | Lieu neutre        |
| 1992                   | Groupe mondial          | B1/2             | Israël                           | 3-0              | Lieu neutre        |
| 1992                   | Groupe mondial          | BF               | Paraguay                         | 3-0              | Lieu neutre        |
| 1993                   | Groupe mondial          | 1/16             | États-Unis                       | 0-3              | Lieu neutre        |
| 1993                   | Groupe mondial          | B                | Pérou                            | 2-1              | Lieu neutre        |
| 1994                   | Groupe mondial          | 1/16             | Canada                           | 0-3              | Lieu neutre        |
| Fed Cup                |                         |                  |                                  |                  |                    |
| 1995                   | Groupe Europe/Afrique I | Groupe C         | Lettonie Finlande Biélorussie    | 1-2 3-0 1-2      | Lieu neutre        |
| 1996                   | Groupe Europe/Afrique I | Groupe C         | Yougoslavie Géorgie Croatie      | 3-0 2-1          | Lieu neutre        |
| 1996                   | Groupe Europe/Afrique I | B1/2             | Hongrie                          | 2-1              | Lieu neutre        |
| 1996                   | Groupe Europe/Afrique I | BF               | Russie                           | 2-1              | Lieu neutre        |
| 1996                   | Groupe mondial II       | B                | Indonésie                        | 3-2              | Jakarta            |
| 1997                   | Groupe mondial II       | -                | Slovaquie                        | 3-2              | Košice             |
| 1997                   | Groupe mondial II       | B                | Argentine                        | 5-0              | Zurich             |
| 1998                   | Groupe mondial I        | 1/4              | Tchéquie                         | 4-1              | Brno               |
| 1998                   | Groupe mondial I        | 1/2              | France                           | 5-0              | Sion               |
| 1998                   | Groupe mondial I        | Finale           | Espagne                          | 2-3              | Genève             |
| 1999                   | Groupe mondial I        | 1/4              | Slovaquie                        | 0-5              | Zurich             |
| 2000                   | Groupe mondial          | Groupe B         | Slovaquie Tchéquie Autriche      | 2-1 1-2 2-1      | Bratislava         |
| 2001                   | Groupe mondial          | B                | Australie                        | 1-4              | Sydney             |
| 2002                   | Groupe mondial          | 1/8              | Slovaquie                        | 2-3              | Bratislava         |
| 2002                   | Groupe mondial          | B                | Suède                            | 2-3              | Malmö              |
| 2003                   | Groupe Europe/Afrique I | Groupe A         | Estonie Luxembourg Biélorussie   | 3-0 2-0          | Lieu neutre        |
| 2003                   | Groupe Europe/Afrique I | B                | Pays-Bas                         | 2-0              | Lieu neutre        |
| 2003                   | Groupe mondial          | B                | Israël                           | 4-1              | Winterthour        |
| 2004                   | Groupe mondial          | 1/8              | Espagne                          | 2-3              | Murcie             |
| 2004                   | Groupe mondial          | B                | Canada                           | 3-2              | Dorval             |
| 2005                   | Groupe mondial II       | -                | Slovaquie                        | 3-2              | Neuchâtel          |
| 2005                   | Groupe mondial I        | B                | Autriche                         | 1-4              | Lausanne           |
| 2006                   | Groupe mondial II       | -                | Japon                            | 1-4              | Tokyo              |
| 2006                   | Groupe mondial II       | B                | Australie                        | 0-5              | Chavannes-de-Bogis |
| 2007                   | Groupe Europe/Afrique I | Groupe A         | Danemark Roumanie Pays-Bas       | 3-0 1-2 3-0      | Lieu neutre        |
| 2007                   | Groupe Europe/Afrique I | B                | Slovénie                         | 2-0              | Lieu neutre        |
| 2008                   | Groupe Europe/Afrique I | Groupe B         | Grande-Bretagne Danemark Hongrie | 2-1 3-0 2-1      | Lieu neutre        |
| 2008                   | Groupe Europe/Afrique I | B                | Suède                            | 2-1              | Lieu neutre        |
| 2008                   | Groupe mondial II       | B                | Autriche                         | 3-2              | Dornbirn           |
| 2009                   | Groupe mondial II       | -                | Allemagne                        | 2-3              | Zurich             |
| 2009                   | Groupe mondial II       | B                | Australie                        | 1-3              | Mildura            |
| 2010                   | Groupe Europe/Afrique I | Groupe B         | Roumanie Portugal Croatie        | 2-1 3-0          | Lieu neutre        |
| 2010                   | Groupe Europe/Afrique I | B                | Slovénie                         | 0-3              | Lieu neutre        |
| 2011                   | Groupe Europe/Afrique I | Groupe A         | Grande-Bretagne Danemark         | 2-1              | Lieu neutre        |
| 2011                   | Groupe Europe/Afrique I | B                | Pays-Bas                         | 2-1              | Lieu neutre        |
| 2011                   | Groupe mondial II       | B                | Suède                            | 4-1              | Lugano             |
| 2012                   | Groupe mondial II       | -                | Australie                        | 1-4              | Yverdon-les-Bains  |
| 2012                   | Groupe mondial II       | B                | Biélorussie                      | 4-1              | Fribourg           |
| 2013                   | Groupe mondial II       | -                | Belgique                         | 4-1              | Berne              |
| 2013                   | Groupe mondial I        | B                | Australie                        | 1-3              | Chiasso            |
| 2014                   | Groupe mondial II       | -                | France                           | 2-3              | Paris              |
| 2014                   | Groupe mondial I        | B                | Brésil                           | 4-1              | Catanduva          |
| 2015                   | Groupe mondial II       | -                | Suède                            | 3-1              | Helsingborg        |
| 2015                   | Groupe mondial I        | B                | Pologne                          | 3-2              | Zielona Góra       |
| 2016                   | Groupe mondial I        | 1/4              | Allemagne                        | 3-2              | Leipzig            |
| 2016                   | Groupe mondial I        | 1/2              | Tchéquie                         | 2-3              | Lucerne            |
| 2017                   | Groupe mondial I        | 1/4              | France                           | 4-1              | Genève             |
| 2017                   | Groupe mondial I        | 1/2              | Biélorussie                      | 2-3              | Minsk              |
| 2018                   | Groupe mondial I        | 1/4              | Tchéquie                         | 1-3              | Prague             |
| 2018                   | Groupe mondial I        | B                | Roumanie                         | 1-3              | Cluj-Napoca        |
| 2019                   | Groupe mondial II       | -                | Italie                           | 3-1              | Bienne             |
| 2019                   | Groupe mondial I        | B                | États-Unis                       | 2-3              | San Antonio        |
| 2020-2021              | Groupe mondial          | Q                | Canada                           | 3-1              | Bienne             |
| 2020-2021              | Groupe mondial          | Groupe D         | Allemagne                        | 3-0              | Prague             |
| 2020-2021              | Groupe mondial          | Groupe D         | Tchéquie                         | 2-1              | Prague             |
| 2020-2021              | Groupe mondial          | 1/2              | Australie                        | 2-0              | Prague             |
| 2020-2021              | Groupe mondial          | Finale           | Russie                           | 0-2              | Prague             |
| 2022                   | Groupe mondial          | Groupe A         | Italie                           | 3-0              | Glasgow            |
| 2022                   | Groupe mondial          | Groupe A         | Canada                           | 2-1              | Glasgow            |
| 2022                   | Groupe mondial          | 1/2              | Tchéquie                         | 2-0              | Glasgow            |
| 2022                   | Groupe mondial          | Finale           | Australie                        | 2-0              | Glasgow            |
| 2023                   | Groupe mondial          | Groupe A         | Tchéquie                         | 0-3              | Séville            |
| 2023                   | Groupe mondial          | Groupe A         | États-Unis                       | 0-3              | Séville            |
| 2024                   | Groupe mondial          | Q                | Pologne                          | 0-4              | Bienne             |
| 2024                   | Groupe mondial          | B                | Serbie                           | 4-0              | Bienne             |

### Nations rencontrées
Depuis 1963, l'équipe de Suisse a rencontré 49 nations différentes, remportant 86 de ses 154 rencontres et 274 de ses 519 matchs. À l'instar du tableau précédent concernant les rencontres, le suivant inclut les tours de consolation, de qualification et de barrages.
| Adversaire           | Rencontres | Rencontres | Matchs    | Matchs   |
| Adversaire           | Victoires  | Défaites   | Victoires | Défaites |
| -------------------- | ---------- | ---------- | --------- | -------- |
| Afrique du Sud       | 0          | 1          | 0         | 3        |
| Allemagne            | 2          | 1          | 8         | 5        |
| Allemagne de l'Ouest | 1          | 3          | 2         | 10       |
| Argentine            | 2          | 1          | 7         | 3        |
| Australie            | 3          | 6          | 9         | 23       |
| Autriche             | 2          | 1          | 6         | 7        |
| Belgique             | 4          | 1          | 12        | 5        |
| Biélorussie          | 2          | 2          | 9         | 6        |
| Brésil               | 2          | 1          | 8         | 3        |
| Bulgarie             | 1          | 0          | 3         | 0        |
| Canada               | 4          | 3          | 12        | 12       |
| Chine                | 2          | 0          | 5         | 1        |
| Colombie             | 0          | 1          | 1         | 2        |
| Corée du Sud         | 0          | 1          | 0         | 3        |
| Croatie              | 2          | 0          | 5         | 1        |
| Danemark             | 5          | 0          | 14        | 1        |
| Espagne              | 0          | 2          | 4         | 6        |
| Estonie              | 1          | 0          | 3         | 0        |
| États-Unis           | 0          | 10         | 3         | 29       |
| Finlande             | 2          | 0          | 6         | 0        |
| France               | 2          | 2          | 11        | 7        |
| Géorgie              | 1          | 0          | 3         | 0        |
| Grande-Bretagne      | 2          | 1          | 5         | 4        |
| Grèce                | 1          | 0          | 3         | 0        |
| Hongrie              | 3          | 0          | 6         | 3        |
| Indonésie            | 2          | 2          | 8         | 6        |
| Irlande              | 1          | 0          | 3         | 0        |
| Israël               | 2          | 0          | 7         | 1        |
| Italie               | 3          | 0          | 8         | 2        |
| Japon                | 1          | 2          | 3         | 8        |
| Lettonie             | 0          | 1          | 1         | 2        |
| Luxembourg           | 1          | 0          | 3         | 0        |
| Malte                | 2          | 0          | 6         | 0        |
| Nouvelle-Zélande     | 2          | 1          | 5         | 4        |
| Pays-Bas             | 4          | 3          | 10        | 10       |
| Paraguay             | 1          | 0          | 3         | 0        |
| Pérou                | 1          | 0          | 2         | 1        |
| Pologne              | 1          | 2          | 3         | 9        |
| Portugal             | 1          | 0          | 3         | 0        |
| Roumanie             | 3          | 4          | 10        | 12       |
| Russie               | 1          | 1          | 2         | 3        |
| Serbie               | 1          | 0          | 4         | 0        |
| Slovaquie            | 3          | 2          | 10        | 13       |
| Slovénie             | 1          | 1          | 2         | 3        |
| Suède                | 4          | 2          | 14        | 9        |
| Taipei chinois       | 1          | 0          | 3         | 0        |
| Tchécoslovaquie      | 0          | 4          | 2         | 10       |
| Tchéquie             | 3          | 4          | 12        | 13       |
| Union soviétique     | 0          | 2          | 1         | 4        |
| Yougoslavie          | 4          | 0          | 8         | 1        |

## Bilan des joueuses les plus sélectionnées
(17 février 2020).
Ce bilan est calculé sur la base des rencontres officielles des groupes mondiaux et barrages I et II. Les rencontres des tableaux dits de « consolation » et celles par « zones géographiques » ne sont pas prises en compte. Les joueuses comptant moins de 5 sélections ne sont pas reprises dans le tableau.
| #  | Joueuses              | De   | à    | Sélections | Matchs | Victoires | Défaites | % victoires |
| -- | --------------------- | ---- | ---- | ---------- | ------ | --------- | -------- | ----------- |
| 1  | Amra Sadiković        | 2009 | 2013 | 6          | 8      | 3         | 5        | 38 %        |
| 2  | Anne-Marie Ruegg      | 1977 | 1986 | 5          | 5      | 3         | 2        | 60 %        |
| 3  | Anne-Marie Studer     | 1963 | 1970 | 8          | 13     | 1         | 12       | 8 %         |
| 4  | Belinda Bencic        | 2012 | 2015 | 5          | 10     | 6         | 4        | 60 %        |
| 5  | Céline Cohen          | 1986 | 1990 | 6          | 7      | 2         | 5        | 29 %        |
| 6  | Christiane Jolissaint | 1977 | 1986 | 24         | 40     | 20        | 20       | 50 %        |
| 7  | Emanuela Zardo        | 1987 | 1994 | 14         | 15     | 7         | 8        | 47 %        |
| 8  | Emmanuelle Gagliardi  | 1997 | 2008 | 9          | 15     | 7         | 8        | 47 %        |
| 9  | Manuela Maleeva       | 1983 | 1992 | 7          | 10     | 6         | 4        | 60 %        |
| 10 | Marianne Kindler      | 1968 | 1975 | 8          | 11     | 2         | 9        | 18 %        |
| 11 | Martina Hingis        | 1996 | 2015 | 7          | 19     | 15        | 4        | 79 %        |
| 12 | Monica Simmen         | 1976 | 1978 | 7          | 8      | 3         | 5        | 38 %        |
| 13 | Myriam Casanova       | 2001 | 2005 | 8          | 18     | 9         | 9        | 50 %        |
| 14 | Patty Schnyder        | 1996 | 2011 | 16         | 41     | 24        | 17       | 59 %        |
| 15 | Petra Delhees         | 1976 | 1983 | 23         | 42     | 29        | 13       | 69 %        |
| 16 | Stefanie Vögele       | 2005 | 2014 | 12         | 18     | 5         | 13       | 28 %        |
| 17 | Susi Eichenberger     | 1974 | 1976 | 5          | 6      | 1         | 5        | 17 %        |
| 18 | Timea Bacsinszky      | 2004 | 2015 | 15         | 32     | 17        | 15       | 53 %        |